# Lobo Fenris (Marvel Comics)
El Lobo Fenris fue un animal nocturno que aparece en los cómics americanos publicados por Marvel Comics, basándose en Fenrir de la mitología nórdica.
El Lobo Fenris aparece para Thor: Ragnarok (2017) en el Universo Cinematográfico de Marvel

## Historial de publicaciones
Lobo Fenris apareció por primera vez en Marvel Comics en Journey into Mystery # 114 (marzo de 1965), y fue adaptado de las leyendas nórdicas por Stan Lee y Jack Kirby.
El personaje apareció posteriormente en Thor # 277-278 (noviembre-diciembre de 1978), y Thor Vol. 2 # 80-83 (agosto-octubre de 2004) y # 85 (diciembre de 2004).
Lobo Fenris recibió una entrada en el Manual Oficial de Marvel Universe Deluxe Edition # 4.

## Historia
El Lobo Fenris es una criatura de origen asgardiano, que se dice que es descendiente de Loki y la giganta Angrboda.
Sin embargo, hace muchos años fue parte de la base de Caperucita Roja. La diosa Iduna camina por los bosques de Asgard llevando un manojo de manzanas doradas. Estas "manzanas de oro de la inmortalidad" son para el Padre Todopoderoso Odín, e Iduna se las lleva todos los años. A lo largo de su viaje se encuentra con Haakun el Cazador. Haakun la saluda calurosamente y le dice que vaya en paz.
A medida que Iduna continúa por el camino, Fenris la ve y se transforma a sí mismo. Iduna se encuentra con "un frágil extraño". El Extraño ofrece protección Iduna a lo largo de su viaje, pero ella rechaza la oferta. El Extraño se interesa mucho en la canasta de Iduna y comienza a hacerle preguntas. Ella rápidamente comienza a sospechar, diciendo que sus manos parecen tan aferradas y brutales, y su voz suena como la de una bestia. Ella encuentra su manera siniestra, aterradora y dice que sus ojos arden con odio, con puro salvajismo. Luego descubre que el extraño es en realidad Fenris el Dios Lobo disfrazado. La forma de Fenris cambia a su verdadera forma y la ataca. Haakun el Cazador llega y aleja a Fenris con su hacha de batalla encantada, causando que el Lobo se encoja en un intento de escapar. El hacha persigue a Fenris y finalmente lo golpea.
Al igual que la mitología nórdica, Odín hizo que los enanos forjaran la cadena Gleipnir ("engañador" o "entangler"). Parecía ser solo una cinta de seda pero estaba hecha de seis ingredientes maravillosos: el sonido de la pisada de un gato, la barba de una mujer, las raíces de una montaña, los tendones del oso, el aliento de los peces y la saliva de las aves (lo que explica por qué no se encuentran hoy). Cuando se trataba de atar al Lobo Fenris, Tyr perdió su mano en el proceso ya que el Lobo solo permitiría poner la cadena si uno de los Dioses se llevaba la mano a la boca.
Se profetiza que cuando Ragnarok ocurre, Fenris devorará a Odín.
Una vez, Hela desencadenó a Lobo Fenris para provocar a Ragnarok y ser frustrado por Thor.
Un descendiente gigante de Lobo Fenris, llamado Hoarfen, una vez luchó contra Hulk y sus aliados del Panteón. La batalla va mal para Hoarfen, causándole muchas lesiones.

### Verdad del Ragnarok
Más tarde, Loki desencadenó a Lobo Fenris para que lo ayudara, Ulik y Hyrm atacan a Asgard usando armas que Surtur les había falsificado. Ulik y Lobo Fenris atacaron a Thor juntos solo para que Thor los atacara con Mjolnir, lo que provocó que la explosión le quitara el brazo a Sif. Hyrm se unió a Ulik y Lobo Fenris y logró destruir a Mjolnir.
Lobo Fenris luego atacó a Thor, el Capitán América y Iron Man cuando estaban en Asgard. Cuando Lobo Fenris estaba a punto de atacar a Thor, el Capitán América y pateó a Lobo Fenris en el estómago para reclamar el escudo, Thor lo derrotó y lo obligó a huir.
Cuando Kurse protegía a niños inocentes, Fenris peleaba con Kurse y lo mataba metiéndole un martillo en el cráneo.
Lobo Fenris ayudó en el ataque a Vanaheim y enfrentó a Thor nuevamente en la batalla. Thor ató a Lobo Fenris en cadenas y usó su cuerpo para derribar a Durok a fin de salvar a Sif. Con Durok asesinado, Lobo Fenris rompió sus cadenas y luchó contra Thor solo para ser derrotado por Beta Ray Bill. Beta Ray Bill usó el poder de su martillo Stormbreaker sobre el Lobo Fenris reduciéndolo a un esqueleto como el castigo del monstruo por atacar a un Thor debilitado. Los que estaban peleando con Lobo Fenris, huyeron. 
Lobo Fenris volvió a la vida y se tragó el sol de Asgard y la luna ayudando a provocar a Ragnarok mientras Asgard perece.
Lobo Fenris es el antepasado del Asgardiano Hrimhari.
Asgard se reforma y se restablece a sí mismo sobre el estado de Oklahoma. Fenris se escapa de su prisión, un lugar en lo profundo de los "infiernos" dimensionales y roba un dispositivo tecnológico que mataría inocentes, humanos y dioses por igual. Los Tres Guerreros, con la ayuda de un súper poderoso científico de A.I.M., lo derrotan en una batalla honorable. Ahora está prisionero en un patio asgardiano donde es mejor que lo supervisen.

## En otros medios

### Película
- Lobo Fenris aparece en Thor: Tales of Asgard, con la voz de Brian Drummond.[8] Fenris es visto como un patrón en un bar.
- Fenris aparece en la película Thor: Ragnarok.[9][10] Esta iteración del personaje es femenina y es la mascota leal de Hela, y es resucitada junto con el ejército de Hela para ayudar a Hela a gobernar a Asgard.[11] Durante el clímax de la película, Lobo Fenris lucha contra Hulk y es arrojado del lado de Asgard al vacío de abajo.

### Televisión
- Lobo Fenris aparece en The Avengers: Earth's Mightiest Heroes, con sus efectos vocales proporcionados por Fred Tatasciore.[12]En el episodio, "Llega el Capitán América", se ve entre las criaturas asgardianas que Red Skull y Baron Strucker capturaron al encontrar una entrada a Asgard.
- Lobo Fenris aparece en el episodio en dos partes de Ultimate Spider-Man: Web Warriors, "El Hombre Araña Vengador", como una de varias criaturas asgardianas sometidas al simbionte Venom  producido en masa del Doctor Octopus comandado por Loki.
- Lobo Fenris aparece en el episodio de Avengers: Ultron Revolution, "Un Amigo en Apuros". Él se muestra encarcelado en la prisión de Asgard. La historia de Tyr perdiendo la mano por Lobo Fenris que estaba intacta, como lo mencionó Thor a Visión.

### Videojuegos
- Una variedad de Lobos Fenris sirven como enemigos en Marvel: Ultimate Alliance. La "Mano de Tyr" debe colocarse en una estatua de la boca de Fenris para proceder y rescatar a Tyr.